# Huthirebeller

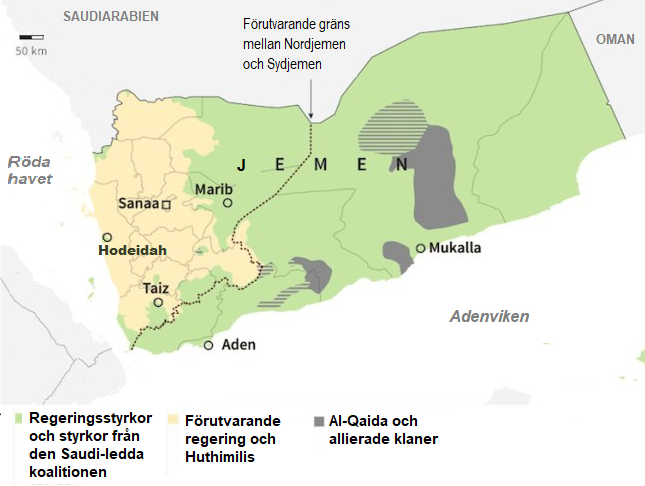
Grupperingar 2017 under inbördeskriget i Jemen 2015-

Huthirebeller eller huthier (arabiska: ٱلْحُوثِيُّون, al-Ḥūthīyūn, eller officiellt kända som Ansar Allah (أنصار الله Anṣār Allāh, "Anhängare av Gud") är en Iranstödd shiaislamisk politisk och paramilitär rörelse  i Jemen, stämplad av USA och Arabförbundet som en terrororganisation, som leds av Abdul-Malik al-Huthi.
Rebellgruppen har tagit sitt namn efter den religiöse ledaren Hussein Badr al-Din al-Huthi(en), som ledde gruppens första uppror 2004 i ett försök att uppnå större självständighet för den nordligaste provinsen Sada. Upproret syftade till att skydda zaidismen och zaiditernas kulturella traditioner mot övergrepp från landets sunnimuslimer. När al-Huthi blev dödad samma år under strider med regeringsstyrkor, övertog hans bror Abdul-Malik al-Huthi ansvaret för rörelsen som mililtär, andlig och politisk ledare. Huthimilisen fortsatte att kämpa för ökat inflytande för den shiamuslimska minoriteten.

## Zaiddiyah i Jemen
Huthiernas religion zaiddiyah, som är en gren av shiaislam, etablerades under 800-talet främst i den sydvästliga delen av Arabiska halvön. Deras imamer härskade över ett självständigt imamat i norra delen av nuvarande Jemen från 897 till revolutionsåret 1962, då republiken Nordjemen bildades. Sedan dess har landets norra del varit ekonomiskt eftersatt och underutvecklad.

## Historik
"Arabiska våren" ledde 2011 till att president Ali Abdullah Saleh avgick. När han ersattes av en sunnimuslim från södra delen av landet, Abd Rabu Mansur Hadi, godtogs inte denne av huthirebellerna och de tog kontroll över landets nordligaste del och huvudstaden Sanaa 2014. De fortsatte sedan söderut mot Aden och intog även hamnstaden al-Hudayda.
Styrkor lojala med den tidigare presidenten Ali Abdullah Saleh hade stridit vid rebellernas sida. Men sedan Saleh öppnat för förhandlingar med Saudiarabien dödades han av huthier den 4 december 2017.
Jemen är sedan 2015 uppdelat i två stridande läger. Den norra delen av landet behärskas av huthirebellerna, som har visst stöd av Iran. Den södra delen kontrolleras av den sunnimuslimska regeringssidan som backas upp av Saudiarabien.
Den jemenitiska armén och dess allierade inledde i juni 2018 ett angrepp mot huthirebellernas hamnstad al-Hudayda på Jemens västkust mot Röda havet.
Huthirebellerna och deras tre främsta ledare Abdul Malik al-Huthi, Abd al-Khaliq Badr al-Din al-Huthi och Abdullah Yahya al-Hakim terrorstämplades av Arabförbundet 2017 och av USA 2021.

### Krig mot Israel
Huthirebellerna förklarade den 31 oktober 2023 krig mot Israel efter att ha avfyrat en serie av ballistiska robotar samt kryssningsmissiler mot landet. I december 2023 attackerade huthierna handelsfartyg i Röda havet i syfte att hindra fartyg med kopplingar till Israel och för att visa solidaritet med palestinierna i Gaza under kriget med Israel. USA och Storbritannien, med stöd av flera länder, svarade med att attackera militära mål i Jemen som användes av huthierna.
Efter en överenskommelse med USA den 7 maj 2025 upphörde huthis angrepp mot handelsfartyg i Röda havet. När USA 22 juni 2025 bombade tre kärnanläggningar i Iran förklarade huthirebellerna krig mot USA och föklarade den tidigare överenskommelsen med USA som ogiltig.